# یک مومیایی
یک مومیایی (به فرانسوی: Le Roman de La Momie) نام یک کتاب ادبی است که در سال ۱۸۵۸ توسط تئوفیل گوتیه، نویسندهٔ اهل فرانسه نوشته شده‌است.